# Дзонгдей
Дзонгдей — адміністративно-територіальна одиниця Бутану першого рівня підпорядкування.
1988 року двадцять дзонгхагів Бутану було об'єднано в чотири дзонгдеї для створення проміжної ланки управління між дзонгхагами та державою.

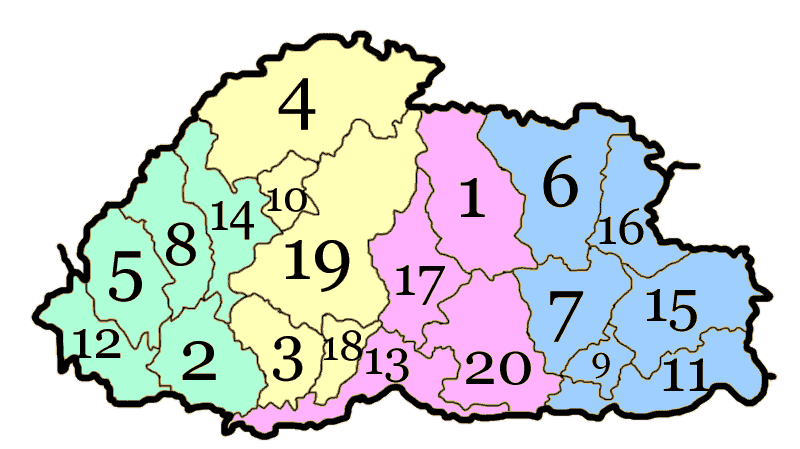
Адміністративний поділ Бутану

| Дзонгдей         | Адм. центр | Площа км² | Населення 2005 | Щільність населення | Кількість дзонгхагів |
| ---------------- | ---------- | --------- | -------------- | ------------------- | -------------------- |
| Західний         | Тхімпху    | 8345      | 281 244        | 33,7                | 5                    |
| Південний        | Гелепху    | 8499      | 89 720         | 10,6                | 4                    |
| Східний          | Монгар     | 10 949    | 175 163        | 16,0                | 6                    |
| Центральний      | Дампху     | 11 023    | 88 855         | 8,1                 | 5                    |
| Бутан (у цілому) | Тхімпху    | 38 816    | 634 982        | 16,4                | 20                   |